# 华南理工大学旅游管理系
华南理工大学旅游管理系是华南理工大学下属的商学院系，位于中国广东省广州市广州大学城华南理工大学大学城校区内。

## 历史沿革
旅游管理系的前身是2004年7月华工入驻大学城后成立的旅游与酒店管理学院。该学院依托工商管理学院的资源进行开设，聘请曾参与创办海南大学旅游管理学院的张俐俐教授为首任院长。
在创办不久后，学院于2004年12月举办了中国教育部第一期“全国高等院校教育旅游管理专业老师高级研修培训班”，为全国首个大规模对高校旅游骨干教师进行业务培训的研修班。
2008年初，学校对学科和学院设置进行调整，旅游与酒店管理学院与原经贸学院和电子商务学院合并为新的经济与贸易学院，原旅游与酒店学院成为经贸学院下的旅游与酒店管理系和会展经济与管理系。
2013年12月，学校决定在经济与贸易学院框架内成立“非独立建制”的旅游与酒店管理学院，由经济与贸易学院相关领导兼任该学院领导。
2020年7月，学校再次对经济与贸易学院进行调整，原经贸学院调整为经济与金融学院、电子商务系和旅游管理系三个单位。

## 学术科研

### 学科设置
截至2020年8月，旅游管理系共有如下的研究生学位授权点和本科专业：
- 博士学位授权点：旅游管理
- 硕士学位授权点：旅游管理
- 专业硕士学位授权点：工程管理
- 本科专业：旅游管理、会展经济与管理

其中，旅游管理专业为国家级一流本科专业建设点。

### 科研机构
- 广州国际旅游研究中心
- 旅游发展与规划研究院
- 广东旅游战略与策略研究中心
- 广东省乡村振兴与旅游大数据工程技术研究中心

### 学术交流
- 中美旅游发展论坛[9]
- 2011世界酒店与旅游管理教育峰会[10]
- 广州小谷围（岛）2015亚洲旅游与美食高峰论坛[11]

## 学院行政
截至2022年11月，旅游管理系的领导为：
- 系主任：吴志才
- 系副主任：李沐纯
- 系党支部书记：郭志军
- 系党总支副书记：杨阳